# Gnathia rectifrons
Gnathia rectifrons är en kräftdjursart som beskrevs av Gurjanova 1933. Gnathia rectifrons ingår i släktet Gnathia och familjen Gnathiidae. Inga underarter finns listade i Catalogue of Life.